# Чумикан (аэропорт)
«Чумикан» — местный аэропорт на севере Хабаровского края. Аэропорт расположен на правом берегу реки Уда недалеко от побережья Охотского моря, в 3 км к юго-западу от села Чумикан.

## Принимаемые типыВС
Ан-2, Ан-28, Ан-38, Л-410, вертолёты всех типов.

## Показатели деятельности
| год        | 2014 | 2015 | 2016 | 2017 | 2019 | 2020 | 2021 |
| пассажиров | 3339 | 3272 | 3763 | 3765 | 3762 | 3536 | 3838 |
| Источники: |      |      |      |      |      |      |      |